# Женізон Піасентіні ді Куадра
Женізон Піасентіні ді Куадра або просто Нено (порт.-браз. Genison Piacentini de Quadra, нар. 10 жовтня 1988, Крісіума, штат Санта-Катарина, Бразилія) — бразильський футболіст захисник.

## Кар'єра гравця
Розпочав кар'єру на батьківщині в Бразилії. З 2003 року по 2007 рік виступав за клуб «Крісіума». Пізніше за команди — «Сан-Луїс» і «Ріу-Клару».
У травні 2010 року перейшов у піврічну оренду до львівських «Карпат», разом зі співвітчизником Данілу Авелар. 1 серпня 2010 року Нено дебютував у Прем'єр-лізі України у виїзному матчі проти луганської «Зорі» (2:2). Всього в «Карпатах» за основний склад в першій половині сезону 2010/11 років він провів 1 матч у чемпіонаті України, також він зіграв 4 матчі за дублерів.
Не зумівши закріпитися в основі «Карпат» 31 серпня 2010 року Нено було віддано в суборенду у ПФК «Севастополь». За кримський клуб бразилець провів 11 ігор у чемпіонаті України і 2 в кубку, де відзначився забитим м'ячем. Після завершення оренди повернувся на батьківщину де грав до 2014 року.